# Hexalobus
Hexalobus es un género de plantas fanerógamas con 17 especies perteneciente a la familia de las anonáceas. Son nativas de África oriental y Madagascar.

## Taxonomía
El género fue descrito por Alphonse Pyrame de Candolle y publicado en Mémoires de la Société de Physique et d'Histoire Naturelle de Genève 5: 212. 1832.  La especie tipo es: Hexalobus senegalensis

## Especies
| - Hexalobus brasiliensis - Hexalobus bussei - Hexalobus callicarpus - Hexalobus crispiflorus - Hexalobus glabrescens - Hexalobus grandiflorus - Hexalobus huillensis - Hexalobus jussiaeanus | - Hexalobus lujai - Hexalobus madagascariensis - Hexalobus mbula - Hexalobus megalophyllus - Hexalobus monopetalus - Hexalobus mossambicensis - Hexalobus salicifolius - Hexalobus senegalensis - Hexalobus tomentosus |